# 马尔科·奇马蒂
马尔科·奇马蒂（義大利語：Marco Cimatti，1912年或1913年2月13日—1982年5月21日），意大利男子自行车运动员。他曾代表意大利参加1932年夏季奥林匹克运动会自行车比赛，获得男子团体追逐赛金牌。